# Konrad Schellbach
Konrad Schellbach (* 6. Mai 1953 in Zeitz; † 16. September 2019 ebenda) war ein deutscher Politiker (CDU). Er war von 1990 bis 1998 Mitglied im Landtag Sachsen-Anhalt.

## Ausbildung und Leben
Konrad Schellbach besuchte ab 1959 die POS und danach eine Spezialklasse für Chemie und wurde Chemiefacharbeiter. 1970 bis 1973 absolvierte er ein Fachschulstudium, das er als Ingenieur abschloss. 1973 wurde er Abteilungsleiter Invest und Rationalisierung in „Zitza Kosmetik Zeitz“ und ab 1977 Abteilungsleiter in der Zuckerfabrik Zeitz.
Konrad Schellbach, der evangelischer Konfession war, war verheiratet und Vater von vier Kindern.

## Politik
Konrad Schellbach war Kreistagsabgeordneter und Vorsitzender des Kreistages Zeitz. Mitglied Verwaltungsrat und Kreditausschuss der Sparkasse Zeitz. Er wurde bei der ersten Landtagswahl in Sachsen-Anhalt 1990 im Landtagswahlkreis Zeitz (WK 45) direkt in den Landtag gewählt und konnte bei der Landtagswahl 1994 sein Wahlkreismandat verteidigen.